# Tribunaux populaires de la révolution
Les Tribunaux populaires de la révolution, en abrégé TPR, étaient un système de tribunaux, à travers lequel les ouvriers et les paysans du Burkina Faso pouvaient participer et surveiller les procès des criminels du nouveau gouvernement marxiste-léniniste et panafricaniste de Thomas Sankara et de son Conseil national pour la révolution. Parmi les accusés figuraient des membres du gouvernement précédent, des fonctionnaires corrompus, des « ouvriers paresseux » et des contre-révolutionnaires supposés .

## Historique
Le 3 août 1983, le capitaine Thomas Sankara prend les rênes de la république de Haute-Volta (actuel Burkina Faso) par un coup d'État militaire. Il entrepris immédiatement de transformer la société voltaïque par le biais de ce qu'il a appelé la « révolution démocratique populaire ».
Les Tribunaux révolutionnaires populaires, formés en octobre 1983, se sont inspirés de plusieurs modèles historiques, parmi lesquels le Tribunal révolutionnaire de la Révolution française, les « revtribunals » (Tribunaux révolutionnaires russes) de la révolution d'Octobre, ainsi que leurs équivalents pendant la révolution cubaine, et plus directement des tribunaux populaires contemporains établis par le capitaine Jerry Rawlings au Ghana. 
Les TPR étaient composés de magistrats, de soldats et des membres du comités de défense de la révolution (CDR), un autre outil important de la révolution burkinabé.
Ces tribunaux, qui n'auraient été que des procès pour l'exemple, étaient censés se tenir de manière très ouverte, sous le contrôle du public. Malgré cela, certains procès auraient été tenus en secret. Les TPR étaient initialement populaires auprès du peuple, mais sont devenus lourds et inefficaces.
Sankara lui-même a admis, de manière autocritique, que les tribunaux étaient souvent utilisés comme des occasions de régler des comptes privés, plutôt que de rendre une justice révolutionnaire.
Parmi les personnalités jugées par les tribunaux révolutionnaires populaires figurait le colonel Saye Zerbo, militaire, homme d'État et président de la Haute-Volta entre 1980 et 1982. Il a été condamné à 15 ans de prison en mai 1984 mais il sera libéré en août 1985. Sa condamnation sera ensuite annulée le 18 février 1997 par la cour suprême du Burkina Faso.
Les tribunaux révolutionnaires populaires, ainsi que les comités de défense de la révolution (CDR), ont été abolis en 1987 après la mort de Thomas Sankara, victime d'un coup d'État militaire dirigé par Blaise Compaoré, son ancien ami et collègue. Le président Blaise Compaoré a dirigé le Burkina Faso pendant 27 ans, jusqu'à son renversement lors du soulèvement burkinabé de 2014.